# Église Saint-Martin de Brillevast
Pour les articles homonymes, voir Église Saint-Martin.
L'église Saint-Martin de Brillevast est un édifice catholique qui se dresse sur le territoire de la commune française de Brillevast, dans le département de la Manche, en région Normandie.
L'église placée sous le vocable de saint Martin, évêque de Tours et cédée au XIIe siècle à l'abbaye de Montebourg, présente un assemblage de constructions disparates de différents styles et de diverses époques. D'origine romane, l'église reconstruite en 1903 dans le style néogothique, est partiellement classée au titre des monuments historiques.

## Localisation
L'église est située sur la commune de Brillevast, dans le département français de la Manche.

## Historique

### Moyen Âge
Les parties les plus anciennes de l'église remontent au XIIIe siècle.

### Temps modernes
Le plus ancien registre de Brillevast date du 1er janvier 1572, il donne comme curé de la paroisse messire Richard Jourdain. Il eut pour successeur en 1583 Gaston Jourdain, dont le décès survint le 11 novembre. Son corps fut mis et déposé en l’église dudit lieu, en 1594. De 1613 à 1665 les documents font défaut.
Avant 1632, Jacques Lefèvre de Grainthéville occupait la cure de Brillevast. C’est sous son administration que Maître Meaux Gréard, sieur de Champaigne, originaire de Saint-Pierre-Église et demeurant à Brillevast depuis plus de 35 ans, fit construire à ses frais et dépens la tour de l’église. Il fit élever sous les cloches une chapelle en l’honneur de Dieu et des saints Roch et Adrien avec droits de séance et sépulture et de patronage. L’acte fut passé le 17 novembre 1639 à Brillevast, devant Gilles Vastel, tabellion du Val de Saire. Les restes de Meaux Gréard, reposent sous la chapelle, mais la dalle a été recouverte par un exhaussement du sol lors de travaux. Par le mariage de Jacquelline Gréard, fille et héritière de Meaux Gréard avec Marc Le Gardeur, sieur de Croisilles, les droits  de présentation et de sépulture de la chapelle Saint-Roch furent maintenus  dans la famille de Croisilles jusqu'à la Révolution.
En 1656 vivait encore le curé Jacques Lefèvre. Après lui vint René Lelouey, sieur de Tillans. De concert avec son frère Jean Baptiste Lelouey, sieur des Marests, il fonda la chapelle Saint-Sébastien. En juillet 1706, la cure de Brillevast fut donnée à messire Charles Bernard Lemignot, fils de Julien, avocat, sieur de Jametot. Il resta six mois en fonction dans sa paroisse natale, il résigna son bénéfice-cure au profit de Jacques Fouquet. Son nom figurait sur l’ancienne cloche, dont l’inscription était ainsi conçue : « J’ai été nommée Charlotte par Charles Jallot, chevalier, comte de Beaumont, Herqueville, Rantot, seigneur et patron de Brillevast et de Boutron, à cause de noble dame Marie-Suzanne de Hennot, son épouse, qui ont tous deux contribué à me faire refondre en 1703. M.Jacques Fouquet, curé de Brillevast. Jonchon me fecit ». La sacristie fut construite en 1766. Le curé sacrifia à la mode du temps et préféra les retables bariolés et enluminés aux autels en pierre à la romaine. La belle fenêtre du XVe siècle de style ogival flamboyant fut masquée par une toile insignifiante.

### Époque contemporaine
En juin 1791 fut élu curé constitutionnel Jean Baptiste Daboville, il était déjà prêtre de la paroisse. Un sieur Renouf lui servait de vicaire. Le curé constitutionnel ne put jouir longtemps de son pouvoir usurpé. Les églises furent fermées et mises au pillage. Les patriotes firent main basse sur les trésors des fabriques. Deux cloches, pesant ensemble 671 livres, furent cassées le 2 octobre 1793, et portées le lendemain au Directoire de Cherbourg. On en fit autant des objets du culte : croix, candélabres, ornements, dais, bannières, linge, etc., qui furent livrés les 15 et 21 février 1794. De pieux fidèles réussirent à soustraire l'argenterie aux profanations et à la rapacité des voleurs assermentés et commissionnés par les conventionnels.
Au rétablissement du culte et en vertu du concordat, M. Daboville reprit ses fonctions de curé de Brillevast. C'est lui qui fit peindre par Caillard, le tableau du maître-autel. En 1832, Louis-Jean-Baptiste Hamel, fut appelé à la cure de Brillevast, sur la demande des habitants.
Le profil que nous donne aujourd'hui l'église de Brillevast est dû aux travaux effectués en 1903, lui donnant un peu l'allure d'une « forteresse militaire » et la faisant ressembler à l'église de la commune de Clitourps.

## Description

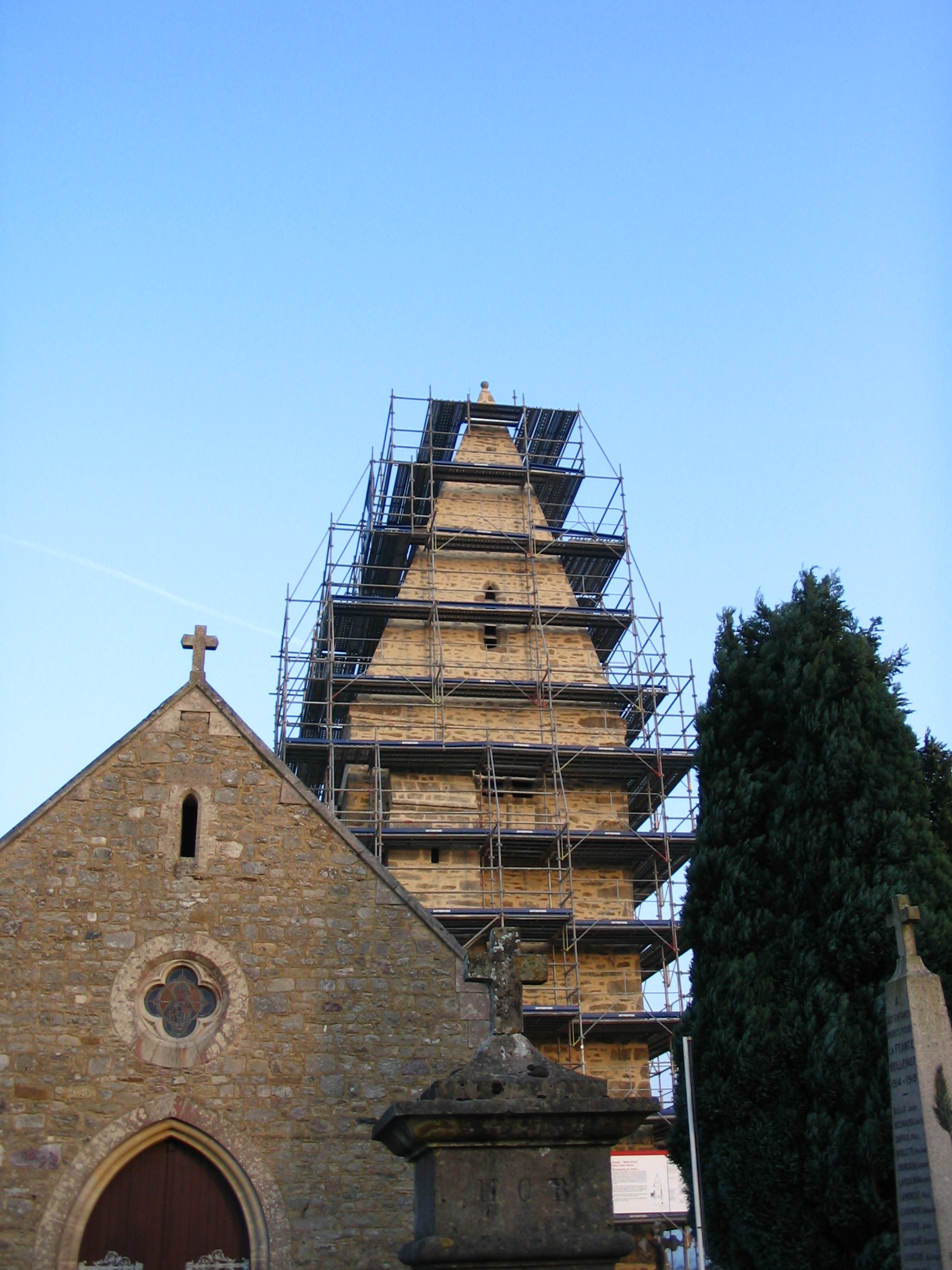
Clocher durant sa restauration.

La tour de forme carrée dont la construction remonte à 1636 est surmontée d’un toit en bâtière à pente fort élevée, typique du Cotentin. Ses pans mesurent 7 × 15 mètres. Bâti entièrement en moellons, et ne comportant ni charpente ni renfort extérieur, il est classé monument historique en 1978. Il a été restauré en 1980 et 1982. À la base de ce clocher, on trouve des fenêtres ogivales à meneaux, partiellement bouchées, garnies d’abat-son en pierre bleue. Pour assurer solidité et sécurité, un solide contrefort y a été ajouté et du ciment liquide a été injecté dans la muraille au niveau du sol. La voûte repose sur des colonnes avec chapiteaux, elle est soutenue à l’extérieur par de puissants contreforts.
Trois fenêtres ogivales du XIIIe siècle éclairent le chœur au sud. La chapelle de la sainte Vierge communique avec le chœur par deux arcades supportées par des piliers très bas. À la suite se trouve la chapelle Saint-Sébastien : le saint aurait épargné à la paroisse une épidémie qui fit des ravages dans la région, ce qui y fit autrefois de la chapelle un objet d’une dévotion particulière contre les maladies contagieuses. Du côté opposé existe l’ancienne chapelle des cloches, autrefois dédiée à saint Roch et saint Adrien.

### Verrières
La verrière de style ogival à l’arrière du chœur, représente trois épisodes de la vie de saint Martin. Saint Martin coupant son manteau, saint Martin célébrant la messe et saint Martin mourant.
Dans la chapelle Saint-Sébastien, est située une verrière en trois panneaux. Le premier panneau représente le supplice de Sébastien par l’empereur Dioclétien. Sur le deuxième, Sébastien est recueilli et soigné. Le troisième panneau représente Sébastien guéri, placé devant le passage de Dioclétien qui, le reconnaissant et le croyant mort, devient fou de rage et le condamne sur le champ à être fouetté à mort.
Une des verrière du XXe siècle est l’œuvre de F. Hucher.

## Protection
Le clocher est classé au titre des monuments historiques par arrêté du 13 mars 1978.

## Mobilier
La nef, séparée du chœur par une grande arcade, abrite les statues de la Vierge à l'Enfant du XIVe siècle et restaurée (tête de l'Enfant, main droite de la Vierge […]) en pierre calcaire avec de très légères traces de polychromie classée en 1987 au titre objet, saint Joseph, sainte Jeanne d'Arc, saint Michel, sainte Thérèse de l'Enfant Jésus et enfin dans le fond sur le côté, un tableau représentant une charité saint Martin (XIXe siècle), de l’autre côté un tableau représente sainte Madeleine pénitente (XVIe siècle). Enfin, les fonts baptismaux sont en pierre calcaire et le couvercle est en bois avec au-dessus le baptême de Jésus par saint Jean-Baptiste.
Dans le chœur, le maître-autel du XIXe siècle est en marbre blanc, son bas-relief représente le Christ avec deux disciples d’Emmaüs. De plus, l’autel est encadré à gauche par la statue de saint Martin, à droite par celle de saint Jean-Baptiste.
Une belle madone au sourire est placée dans le chœur. Vers 1950 ont été sculptés les chapiteaux et clefs de voute.
Au transept à droite est située la chaire en pierre calcaire sculptée donnée en 1922 par des parents en souvenir de la communion de leur enfant, puis en retrait sous une arcade ogivale en granit est située la chapelle sous le clocher. À gauche est située la chapelle Saint-Sébastien avec un autel en pierre calcaire sur lequel est posée la statue du saint.
Dans la chapelle Saint-Sébastien existent deux tableaux. L'un est très abimé ; l'autre est un tableau votif (XIXe siècle) représentant une mère de famille ayant déposé son enfant sur le tombeau du Bienheureux Thomas Hélye en l’église de Biville pour implorer sa guérison.

### Cloche
C'est M. Daboville qui, en 1836, baptisa la cloche actuelle, faite par Maîtres Tétrel et Viel Ozenne frères, fondeurs à Villedieu, qui fut nommée Rose-Adelaïde-Marie Justine-Caroline-Mathilde-Esther par Mademoiselle Justine-Fanny Le Gardeur de Croisilles, assistée de M. Auguste-Hyacinthe Le Gardeur de Croisailles, son oncle et M. Hamel, curé de Brillevast. Y figurent une croix et une Vierge. Il est dit que cette cloche tinte juste.